# San Salvatore in Terrione
San Salvatore in Terrione, även benämnd San Salvatore in Ossibus och San Pietro in Borgo, är en kyrkobyggnad i Rom, ursprungligen helgad åt Frälsaren och senare åt aposteln Petrus. Den är belägen vid Piazza del Sant'Uffizio i Rione Borgo.
Tillnamnet ”Terrione” eller ”Turrione” åsyftar stadsporten Porta Turrionis, senare benämnd Porta Cavalleggeri. Tillnamnet ”Ossibus” (ablativ pluralis av latinets os, ”ben”, ”benknota”) har att göra med att kyrkan var belägen vid en kyrkogård för pilgrimer.

## Kyrkans historia
Kyrkan uppfördes i slutet av 700-talet för Schola Francorum, vilken bland annat inbegrep ett härbärge för frankiska pilgrimer. Kyrkans första dokumenterade omnämnande återfinns i en bulla, promulgerad av påve Leo IX (1049–1054) den 21 mars 1053. Påve Nicolaus V (1447–1455) lät restaurera kyrkan och smycka interiören med en freskcykel.
År 1923, efter att ha varit övergiven en tid, restaurerades kyrkan och helgades åt aposteln Petrus. Kyrkan utgör numera privatkapell åt Missionaries of Charity, en nunneorden, grundad av den heliga Moder Teresa. Interiören, med en rektangulär grundplan med absid, hyser bland annat målningen Madonnan och Barnet med helgon, utförd av Francesco Melanzio år 1511. Kyrkan har ett sidokapell, invigt åt Jesu heliga hjärta och uppfört år 1924.

## Omnämningar i kyrkoförteckningar
| Katalog                      | År         | Benämning                               |
| ---------------------------- | ---------- | --------------------------------------- |
| Catalogo di Cencio Camerario | 1192       | sco. Salvatori Terrionis                |
| Il catalogo Parigino         | cirka 1230 | Salvator de Terionis                    |
| Il catalogo di Torino        | cirka 1320 | Ecclesia sancti Salvatoris de Turrionis |
| Il catalogo del Signorili    | cirka 1425 | sci. Salvatoris                         |

|  | San Pietro in Vaticano |

|  | San Pellegrino |

|  | Sant'Anna dei Palafrenieri |

|  | Santo Stefano degli Abissini |

|  | Santa Maria della Pietà |

|  | Santi Martino e Sebastiano degli Svizzeri |

|  | San Salvatore in Terrione (San Salvatore in Ossibus) |

|  |  |

|  | San Pietro in Vaticano |

|  | San Pellegrino |

|  | Sant'Anna dei Palafrenieri |

|  | Santo Stefano degli Abissini |

|  | Santa Maria della Pietà |

|  | Santi Martino e Sebastiano degli Svizzeri |

|  | San Salvatore in Terrione (San Salvatore in Ossibus) |

|  |  |

|  | Santo Stefano degli Ungheresi |

|  | Santa Marta |

|  | Santo Stefano degli Ungheresi |

|  | Santa Marta |